# Brücke/Most-Stiftung
Die Brücke/Most-Stiftung (tschechisch most = Brücke) ist eine gemeinnützige Stiftung bürgerlichen Rechts mit Sitz in Dresden. 1997 wurde die Stiftung durch den Freiburger Politikwissenschaftler Helmut Köser gegründet mit dem Ziel, insbesondere die jungen Generationen Tschechiens und Deutschlands näher zu bringen und aus der Vergangenheit lernend gemeinsam eine friedliche Zukunft in Europa zu gestalten.

## Geschichte

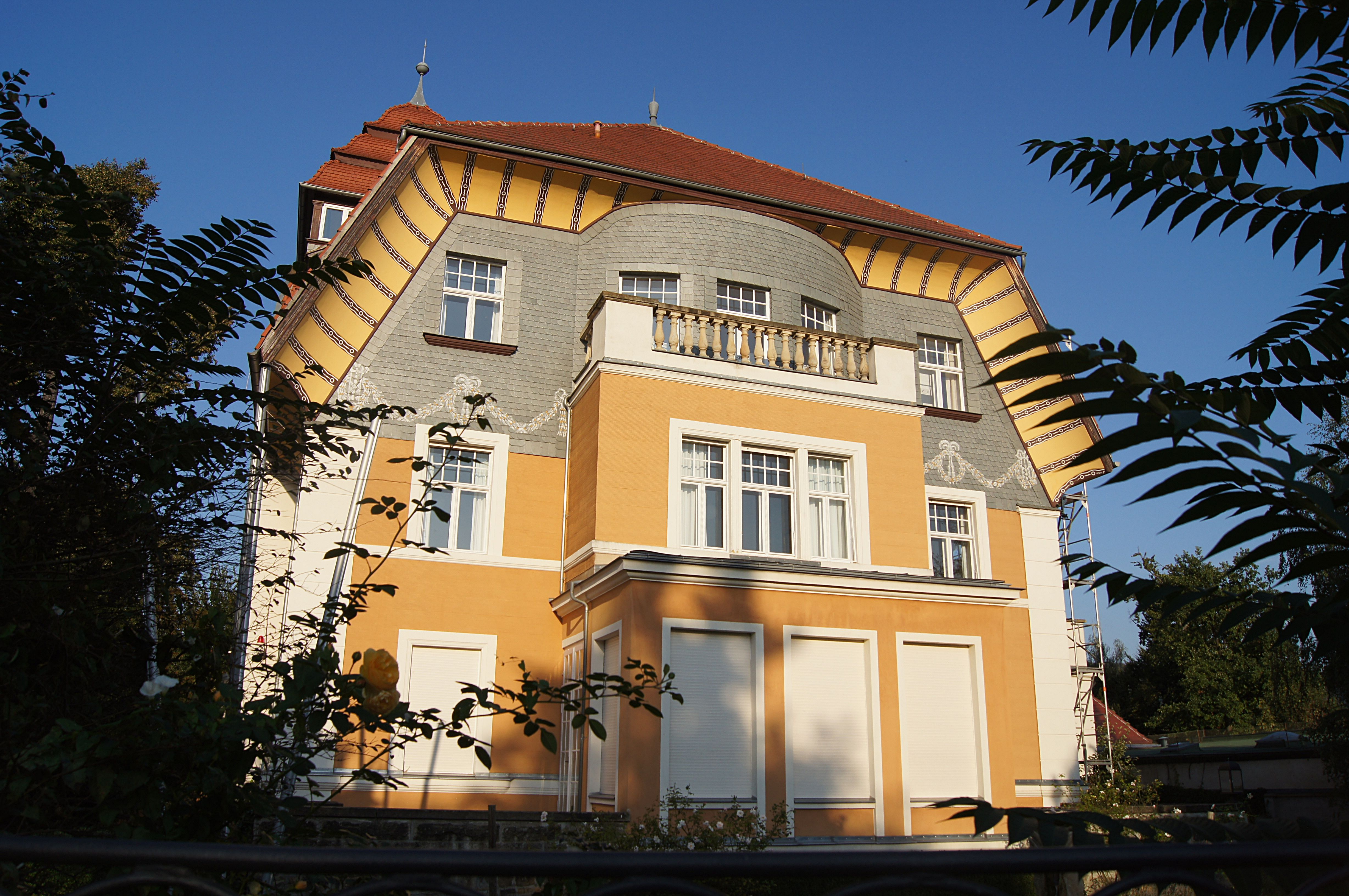
Brücke/Most-Villa in Dresden, im September 2011

Am 4. August 1997 wurde die Stiftung durch die Unterzeichnung des Stiftungsgeschäfts von Gertrud und Helmut Köser gegründet.
Die politischen Veränderungen der 1990er Jahre, insbesondere der Nachbarschaftsvertrag von 1992 und die Versöhnungsdeklaration von 1997, haben die Voraussetzungen für ein neues Miteinander zwischen  Deutschen und Tschechen auf der Grundlage gegenseitiger Toleranz und Achtung geschaffen. Die private Brücke/Most-Stiftung setzt sich das Ziel, die Zusammenarbeit mit der Tschechischen Republik und den anderen ostmitteleuropäischen Reformstaaten sowie deren Eingliederung in die Europäische Union zu unterstützen und zu fördern.
Der Hauptsitz ist Dresden, wo sie auch die Brücke-Villa betreibt. Ferner unterhielt die Stiftung Außenstellen in Freiburg im Breisgau ▼ und von Mai 2003 bis 2018 auch in Prag ▼.
Das Prager Büro der „Nadace Brücke/Most“ wurde auf Wunsch des Gründers Köser eingerichtet. Seit 2007 diente es als Informations- und Kontaktbüro für jugendliche Prag-Reisende und stellt die Begegnung mit jungen Menschen aus Tschechien in den Mittelpunkt seiner Tätigkeit. In Prag wurden Kontakte zu tschechischen Schulklassen vermittelt und ein themenorientiertes sowie pädagogisches Programm zur Stadt Prag angeboten. Das Projekt gehört seit 2018 nicht mehr zur Stiftung und wird von einer Nachfolgeinitiative weiter betrieben.
Da die anhaltende Niedrigzinspolitik der Europäischen Zentralbank eine Fortführung der Arbeit aus den Erträgen des Stiftungskapitals unmöglich macht, stellt sie Ende 2017 ihren Tagungsbetrieb und die Projektarbeit ein. Die Brücke/Most-Stiftung wurde im Oktober 2017 vom Deutschen Kulturrat auf Die Rote Liste gesetzt und in die Kategorie 1 (von Schließung bedroht) eingestuft. Ende August 2017 wurde das Brücke/Most-Zentrum in Dresden geschlossen. Bis Ende 2017 erfolgte die Auflösung der Brücke-Institut gGmbH.
Am 1. November 2018 konstituierte sich der neue Stiftungsrat der Brücke/Most-Stiftung und hat beschlossen, die Arbeit der seit 1997 in Dresden ansässigen Einrichtung auch in Zukunft
fortzusetzen. „Wir wollen weiter eine Brücke sein zwischen Dresden, Sachsen, Deutschland, Tschechien und Polen“, so der Stiftungsgründer und Vorsitzende des Vorstandes Helmut
Köser am Rande der Sitzung in der Brücke-Villa in Dresden-Blasewitz. Seitdem hat sie sich in kleinerem Umfang neu aufgestellt und setzt in der Brücke-Villa ihre Arbeit fort. Seit 2019 ist die Stiftung Landesservicestelle Lernorte des Erinnerns und Gedenkens.

## Zweck
Zweck der Stiftung ist die Förderung
- der kulturellen Zusammenarbeit zwischen Deutschland und der Tschechischen Republik,
- der Volks- und Berufsbildung einschließlich der Studentenhilfe,
- der Begegnung von Deutschen und Tschechen, des Austauschs von Informationen über deren Länder sowie einer Bildungsstätte mit dem Zwecke, die Verständigung zwischen dem deutschen und tschechischen Volk zu fördern und
- der Forschung im Bereich der deutsch-tschechischen Beziehungen und deren wissenschaftliche Aufarbeitung.

Die Stiftung ist keine Förderstiftung, sondern durch ihr Brücke-Institut operativ tätig. Sie engagiert sich  in den Bereichen Kultur und Wissenschaft. Die Tätigkeitsbereiche wurden dabei folgendermaßen aufgegliedert:
1. Kultur
2. Kommunikation und Vernetzung
3. Bildung und Begegnung
4. Wissen.

Die Umsetzung erfolgt über Projekte, Tagungen, Seminare und Begegnungen, die selbstständig und/oder mit Kooperationspartnern durchgeführt werden.
Darüber hinaus vergibt die Brücke/Most-Stiftung mit dem Deutschen Akademischen Austausch Dienst (DAAD) sechs Stipendien für Studenten der Hochschule für Musik „Carl Maria von Weber“. So wurden seit Oktober 2001 sechs tschechische und slowakische Studenten der Hochschule mit einem monatlichen Betrag gefördert.

## Stifter
Der Freiburger Politologe Helmut Köser war 1970–2005 als Lehrbeauftragter am Seminar für Wissenschaftliche Politik der Universität Freiburg tätig, zuerst als Wissenschaftlicher Assistent (1970–1973), danach als Akademischer Rat (1973–1990). 1990–1996 leitete Köser das von ihm gegründete „Institut für kommunale Planung und Entwicklung (IfK) GmbH“ in Dresden.
Er setzt sich seit 1997 als Vorstandsvorsitzender der Stiftung zur Förderung der deutsch-tschechischen Verständigung und Zusammenarbeit ein. Mit der Stiftung wollte Köser einen Beitrag zur Verbesserung der deutsch-tschechischen Beziehungen leisten. Erfahrungen mit Studenten aus den mittelosteuropäischen Ländern in seinen Seminaren brachten Köser dazu, sich der Jugend insbesondere aus der Tschechischen Republik anzunehmen.
Köser ist Vorstandsvorsitzender der Stiftung zusammen mit  Stephan Nobbe, Direktor des Goethe-Instituts in Prag a. D. (Mitglied des Vorstands), Lothar Rösch, Abteilungsdirektor Sparkasse Freiburg-Nördlicher Breisgau, Stephan Kühn, Bürgermeister Geschäftsbereich Stadtentwicklung, Bau, Verkehr und Liegenschaften und Daniel Kraft, Leiter Stabsstelle Kommunikation bei der Bundeszentrale für politische Bildung. Das Bundesverdienstkreuz wurde ihm am 14. Juli 2007 durch den sächsischen Ministerpräsidenten Georg Milbradt in Dresden verliehen.